# Fischadler
Der Fischadler (Pandion haliaetus) ist eine Vogelart aus der Ordnung der Greifvögel (Accipitriformes). Aufgrund zahlreicher besonderer Merkmale wird die Art meist in eine eigene Familie Pandionidae gestellt, diese Familie und die Gattung Pandion sind damit monotypisch. Der Fischadler ist somit nicht näher verwandt mit den Echten Adlern und den anderen als „Adler“ bezeichneten großen Greifvögeln (wie etwa Seeadler oder Schlangenadler), die alle zur artenreichen Familie der Habichtartigen gehören. Die Art ist fast weltweit verbreitet und kommt auch in Mitteleuropa vor.

## Beschreibung
Fischadler sind mittelgroße, schlanke und langflügelige Greifvögel. Die Körperlänge beträgt 50 bis 66 cm, die Flügelspannweite beträgt 1,27 bis 1,74 m. Weibchen sind im Mittel größer und schwerer als Männchen. Weibchen der Nominatform P. h. haliaetus haben eine Flügellänge von 470 bis 518 mm und ein Gewicht von 1,21 bis 2,05 kg, Männchen erreichen eine Flügellänge von 448 bis 495 mm und ein Gewicht von 1,12 bis 1,74 kg.
Bei adulten Vögeln der Nominatform sind Rücken und Flügeloberseite einfarbig dunkelbraun, nur der Schwanz ist auf der Oberseite hell-dunkel gezeichnet und zeigt eine breite dunkle Endbinde. Die Unterseite des gesamten Rumpfes, die Kehle, die Beine und der überwiegende Teil der Unterarmdecken sind leuchtend weiß. Die Brust zeigt ein bräunliches Band, das bei Weibchen meist deutlich breiter und dunkler ist als bei Männchen. Die Geschlechter weisen ansonsten keine Färbungs- und Zeichnungsunterschiede auf. Die Unterseiten von Schwingen und Schwanz sind auf weißlichem Grund dicht dunkel gebändert. Die großen Unterarmdecken sind schwärzlich und bilden daher einen deutlichen Kontrast zu den ansonsten weißen Unterflügeldecken und zu den Schwingen. Die Unterhanddecken sind ebenfalls schwärzlich und bilden daher einen deutlich sichtbaren dunklen Fleck am Flügelbug.
Der weiße Kopf zeigt einen breiten, scharf abgesetzten, dunkelbraunen Augenstreif, der sich von der Schnabelbasis bis zum Nacken zieht. Die Wachshaut und die Schnabelbasis sind bleigrau, der übrige Schnabel ist schwarz. Die unbefiederten Teile der Beine sind blass blaugrau, die Krallen sind schwarz. Die Iris ist gelb.
Im Jugendkleid sind alle Deckfedern der Oberseite hell gerandet, so dass die Oberseite insgesamt deutlich geschuppt wirkt. Die großen Unterarmdecken sind hell-dunkel gebändert und nicht einfarbig dunkel, so dass sie kaum mit der übrigen Flügelunterseite kontrastieren. Der weiße Oberkopf ist deutlich dunkel gestreift, wodurch die Kopfzeichnung insgesamt weniger kontrastreich ist. Jungvögel haben im Gegensatz zu adulten Adlern eine orange Iris. Nach der ersten Mauser sind die Jungvögel ausgefärbt.
Im Flug wirken Fischadler auffallend lang- und schmalflügelig. Sehr häufig wird der Handflügel im Handgelenk leicht nach unten geknickt, so dass der Vogel auf größere Entfernung an eine große Möwe erinnert.
In Anpassung an seine hochspezialisierte Ernährung zeigt der Fischadler zahlreiche besondere Merkmale. So sind die Nasenlöcher schräg und schlitzförmig. Fischadler haben keine Hosen, also keine lange, herabhängende Unterschenkelbefiederung, und der sehr kräftige Tarsometatarsus ist bis auf den obersten Teil unbefiedert. Die kurzen, aber sehr kräftigen Zehen haben auf der Unterseite viele kleine, dornartig zugespitzte Schuppen, die äußere (dritte) Zehe kann nach hinten gedreht werden. Die Krallen sind sehr lang und spitz und sehr stark gekrümmt; sie sind im Querschnitt oval und nicht, wie bei fast allen anderen Greifvögeln, auf der Unterseite konkav. Als weitere Besonderheit steht das Daunengefieder des Fischadlers nicht in Federfluren.

## Lautäußerungen
Der Balzruf des Männchens ist ein weittragendes, zweisilbiges, eher pfeifendes „ü-iilp“. Bei Störungen am Nest rufen die Altvögel gereiht „kju-kju-kju“. Wenn Artgenossen das Nest eines Paares anfliegen, rufen die Reviervögel durchdringend und ebenfalls eher pfeifend „pjüpp“.

## Verbreitung und Lebensraum

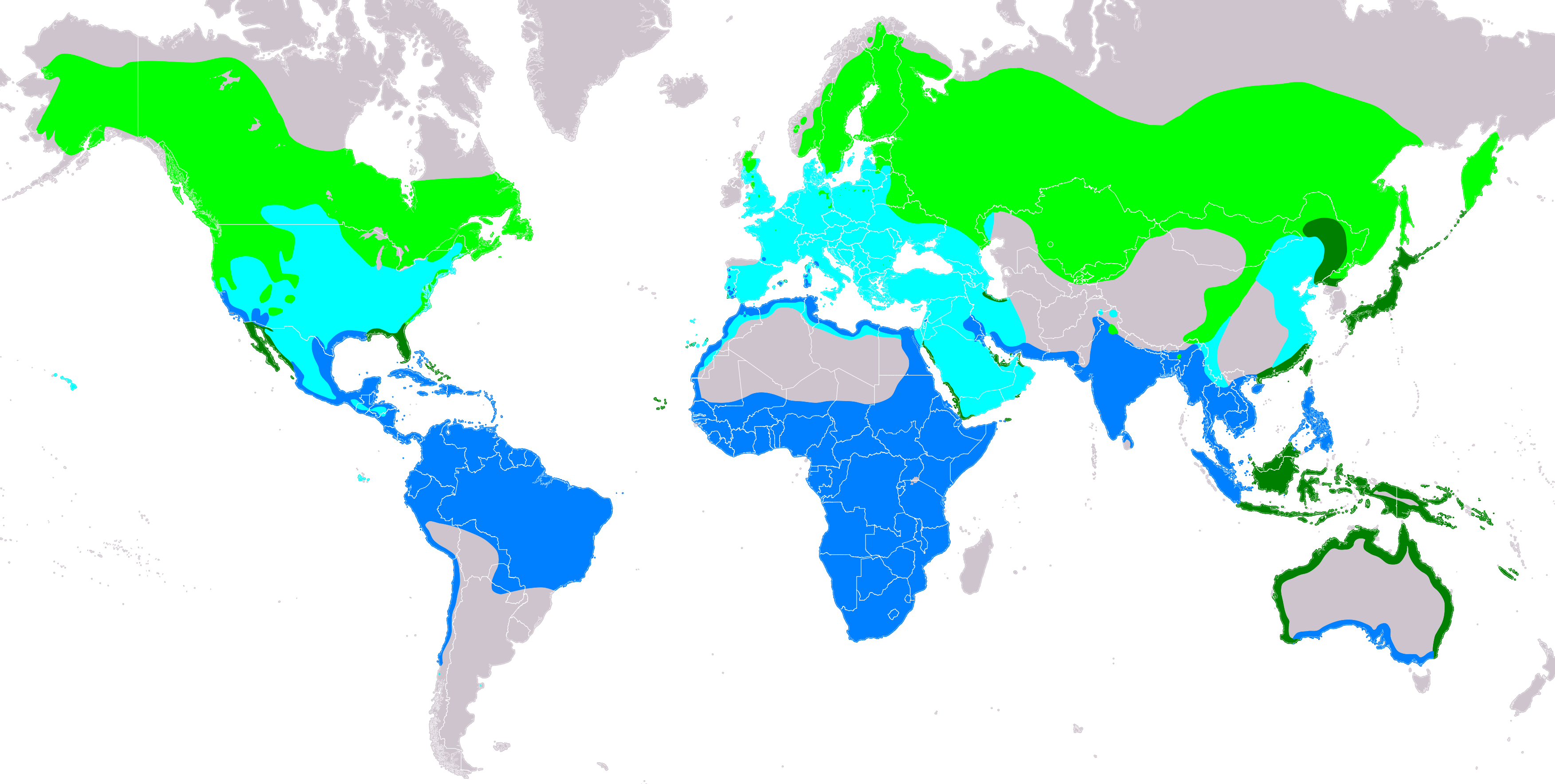
Verbreitung des Fischadlers:
Brutgebiete
Ganzjähriges Vorkommen
Migration
Überwinterungsgebiete

Der Fischadler ist fast weltweit verbreitet. Das Brutgebiet umfasst die borealen bis subtropischen Zonen der Holarktis, Teile der Karibik, die Tropen Südostasiens sowie Australien.
In Europa ist die Verbreitung der Art vor allem durch intensive menschliche Verfolgung bis Mitte der 1950er Jahre stark zersplittert und überwiegend auf den Norden und Osten beschränkt. Im Westen Europas brütet der Fischadler nur in Schottland und neuerdings in Zentral-Frankreich und Wales. In Mitteleuropa kommt die Art nur in Deutschland und Polen vor, in Deutschland ist die Verbreitung weitgehend auf Ostdeutschland beschränkt. Große Bestände haben sich in Skandinavien halten können.
Das riesige Verbreitungsgebiet des Fischadlers ist vor allem auf seine vergleichsweise geringen Habitatansprüche zurückzuführen; sie beschränken sich im Wesentlichen auf fischreiche, langsam fließende oder stehende Gewässer und benachbarte Brutmöglichkeiten in Form von Bäumen, Felswänden, künstlichen Bauwerken oder unbewohnten und raubsäugerfreien Inseln.

## Systematik

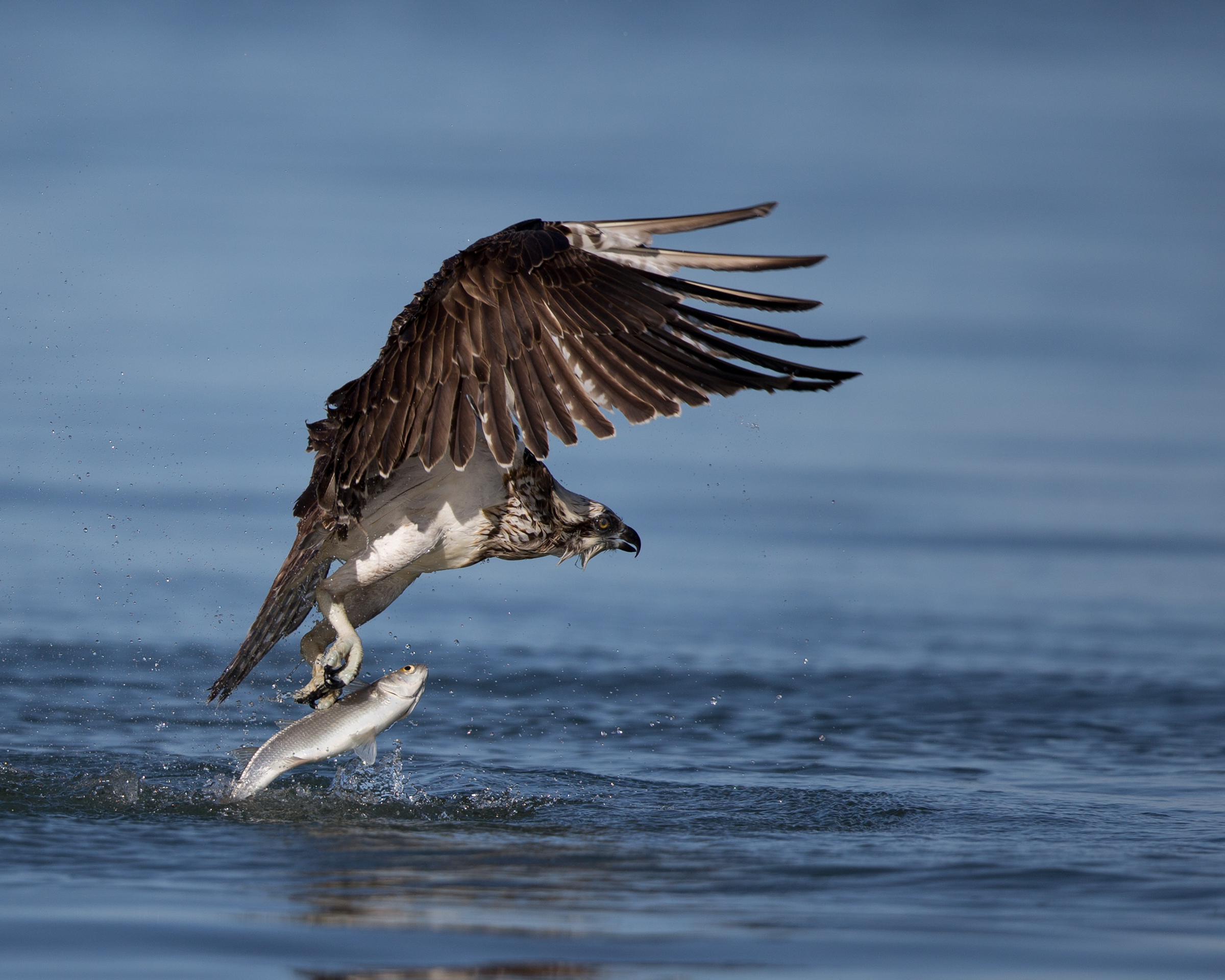
Pandion h. cristatus

Auch neuere molekulargenetische Untersuchungen haben die Sonderstellung des Fischadlers innerhalb der Ordnung der Greifvögel bestätigt, er wird meist in eine eigene Familie Pandionidae, gelegentlich auch nur in eine Unterfamilie innerhalb der Familie Accipitridae gestellt.
Zurzeit werden neben der Nominatform drei oder vier Unterarten unterschieden:
- P. h. haliaetus Linnaeus, 1758[1]: Gesamte Paläarktis
- P. h. carolinensis Gmelin, JF, 1788[2]: Nordamerika nach Süden bis zum Golf von Mexiko, im Vergleich zur Nominatform etwas größer, Überaugenstreif fast reinweiß, Brustfleck weitgehend fehlend, Oberseite dunkler braun.
- P. h. ridgwayi Maynard,  1887[3]: Karibik (Bahamas, Inseln vor Kuba, Yukatan, Belize); kleiner als Nominatform, Überaugenstreif noch weißer und Brustfleck noch weitgehender reduziert als bei P. h. carolinensis.

- P. h. cristatus (Vieillot, 1816)[4] : Von Sulawesi und Java nach Osten bis zu den Salomonen und Neukaledonien, Küsten Australiens. Kleiner und kurzflügeliger als Nominatform, weißer Überaugenstreif breiter und bis in den Nacken ausgedehnt, so dass der Augenstreif nicht mit der dunklen Halsfärbung verbunden ist.

Bei einer molekulargenetischen Untersuchung bei drei der vier Unterarten (P. h. haliaetus, P. h. carolinensis und P. h. cristatus) wurden genetische Distanzen von zwei bis vier Prozent festgestellt, wodurch sich für diese Unterarten jeweils ein Artstatus rechtfertigen lassen könnte.

## Jagdweise und Ernährung

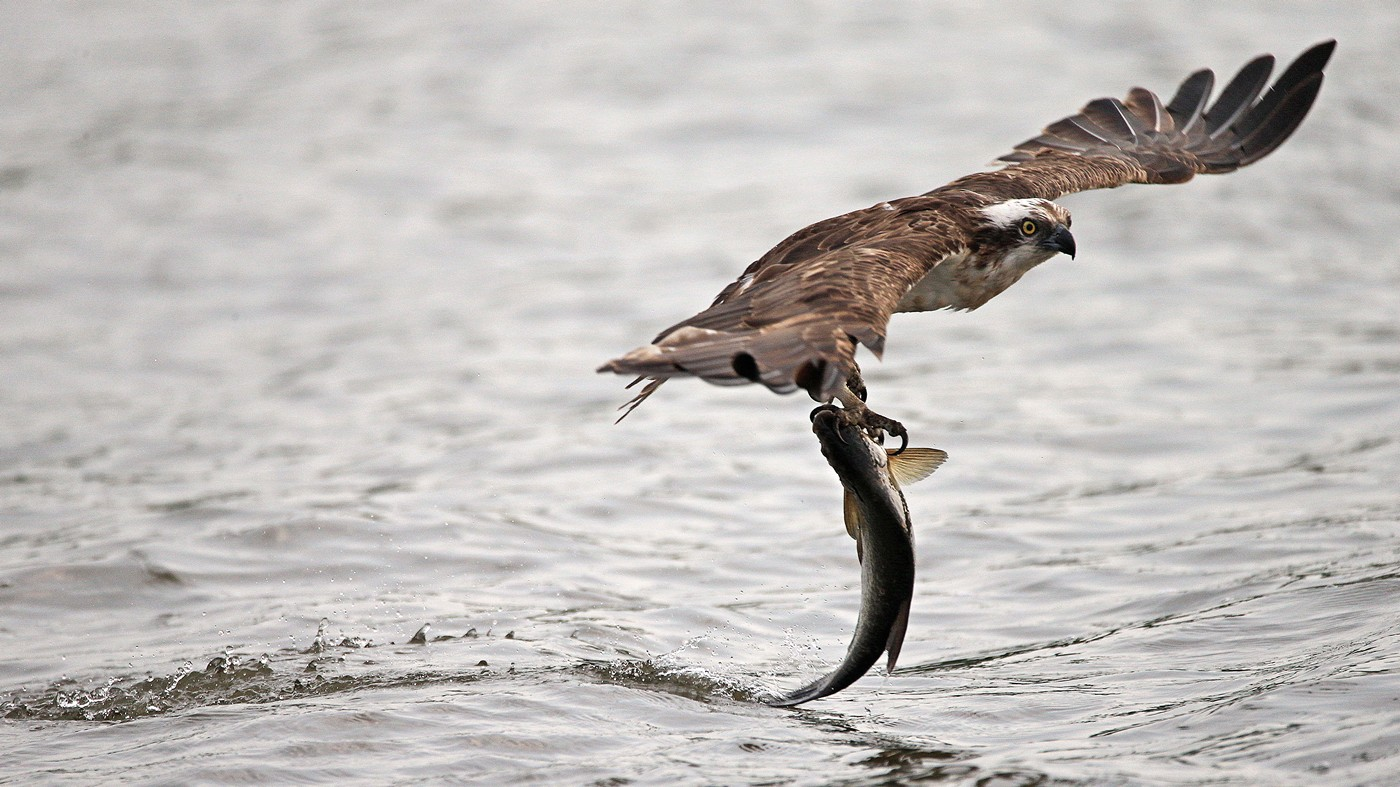
Fischadler (Pandion haliaetus) mit Beute

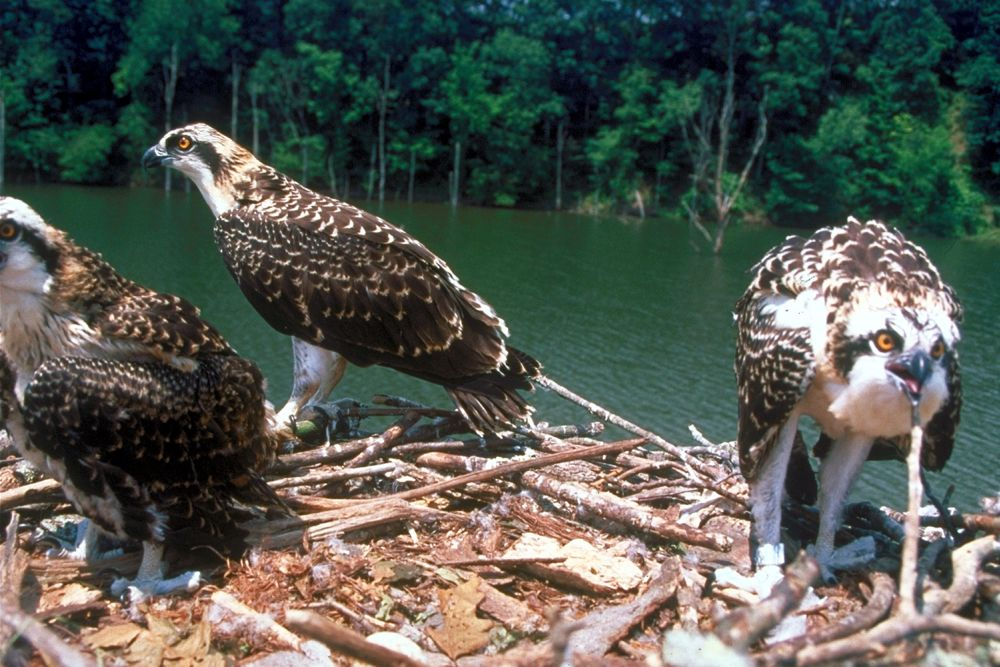
Fast flügge Fischadler im Horst

Die Jagd findet ausnahmslos an und über Gewässern statt. Fische werden nicht selten von einer Warte am Ufer aus gesucht, häufiger aber aus einem niedrigen Kreisen in 10 bis 30 Metern Höhe über der Wasseroberfläche. Wenn ein geeigneter Fisch entdeckt ist, rüttelt der Adler über der Stelle und stößt dann mit vorgestreckten Füßen ins Wasser. Der Sturzflug kann senkrecht, aber auch in jedem anderen Winkel zur Wasseroberfläche erfolgen; in flachen Gewässern erfolgt der Stoß oft fast parallel zur Wasseroberfläche. Der Fischadler landet beim Jagdversuch meist kurz im Wasser, hebt dann nach einigen Sekunden mit einigen kräftigen Flügelschlägen wieder ab, kreist kurz und schüttelt dann im Flug das Wasser aus dem Gefieder. Im Falle eines erfolgreichen Jagdversuchs greift der Adler bei einem größeren Fisch um und transportiert diesen mit dem Kopf voran zum Nest oder zu einer Fraßstelle. Meist wird von Fischen nur der Kopf und der vordere Teil des Körpers gefressen, der Rest wird häufig fallengelassen.
Die Nahrung besteht fast ausschließlich aus kleinen bis mittelgroßen, meist 100 bis 300 g schweren See- und Süßwasserfischen. Diese werden im Normalfall lebend erbeutet, nur gelegentlich werden auch tote Fische verwertet. Seltene Zufalls- oder Gelegenheitsbeute sind andere meist an Wasser gebundene Tiere wie kleine Säuger, verletzte oder geschwächte kleine Vögel, kleine Schildkröten und Krokodile, Frösche und Krebse.

## Fortpflanzung

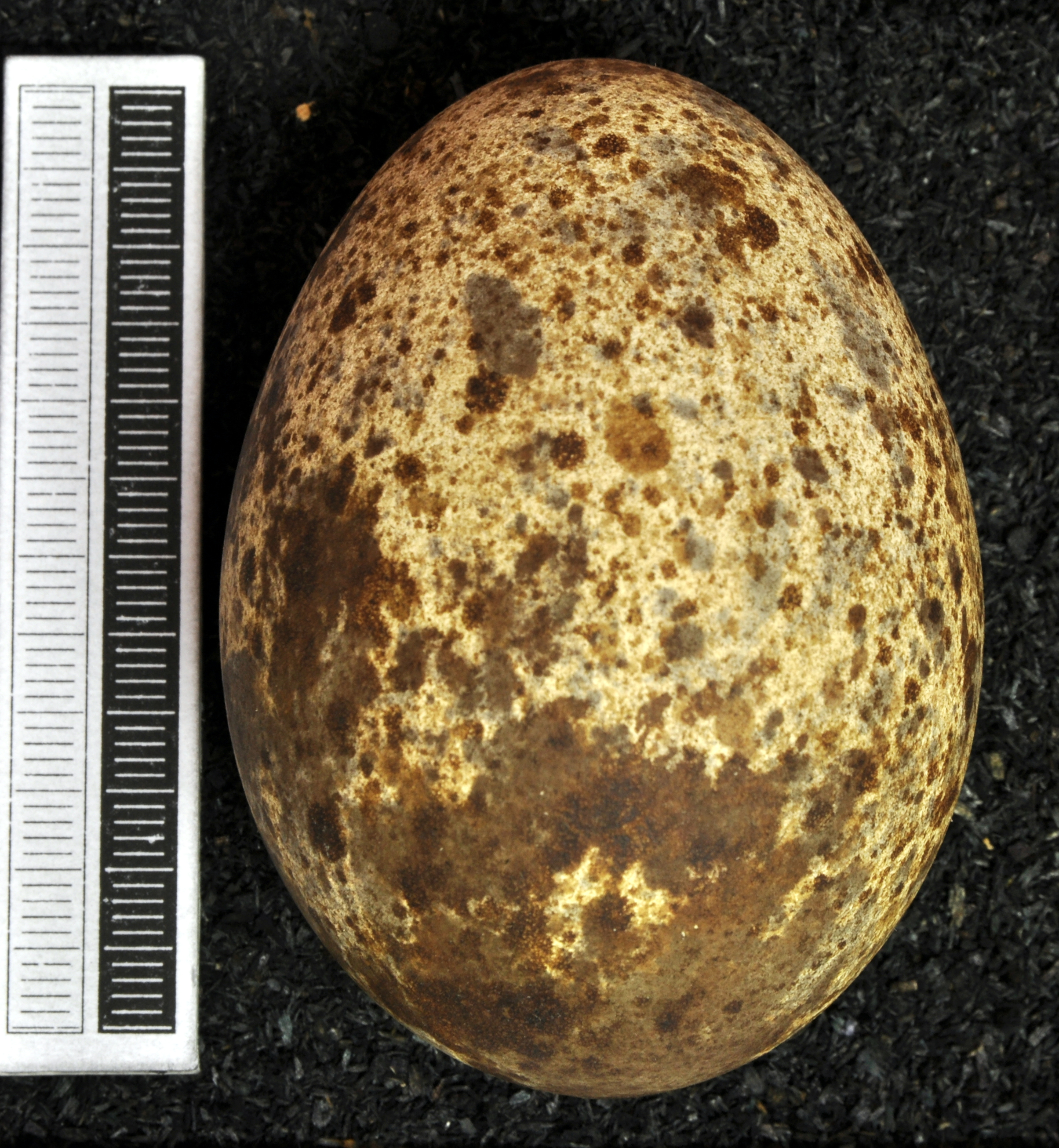
Ei, Sammlung Museum Wiesbaden

Fischadler sind in der Regel im dritten Kalenderjahr, also im Alter von knapp zwei Jahren geschlechtsreif und können dann auch schon brüten. Sie führen eine monogame Saisonehe, durch die Brutplatztreue kommt es häufig zu Wiederverpaarungen der vorjährigen Partner.
Fischadler brüten meist einzeln, häufig aber auch in lockeren Kolonien, wobei nur die unmittelbare Horstumgebung verteidigt wird. Das Nest wird je nach natürlichen Gegebenheiten auf Bäumen, an Felswänden oder auf dem Boden errichtet, in Mitteleuropa und Nordamerika auch sehr häufig auf künstlichen Bauwerken, vor allem auf Strommasten. Es ist im Normalfall nach oben exponiert und frei anfliegbar. Fischadler bauen große Nester aus kräftigen und meist toten Ästen, die Nistmulde wird mit Gras ausgepolstert. Das Gelege umfasst meist zwei bis drei, selten nur ein oder vier Eier, die auf weißem Grund intensiv rötlich-braun gefleckt sind und 38 bis 41 Tage lang bebrütet werden. Nach weiteren 50 bis 54 Tagen sind die Jungvögel flügge.

## Wanderungen
Je nach geographischer Lage ist der Fischadler Standvogel bis Langstreckenzieher. Die Brutvögel der Holarktis sind fast ausnahmslos Langstreckenzieher; die nordamerikanischen Fischadler überwintern in Südamerika, die eurasischen Vögel überwintern gelegentlich im Mittelmeerraum, überwiegend jedoch in Afrika südlich der Sahara und in Süd- und Südostasien. Die Brutvögel der Südspitze Floridas, der Karibik, des Mittelmeerraumes, der Arabischen Halbinsel, Südostasiens und Australiens sind überwiegend Standvögel oder verstreichen im Winter nur über geringe Entfernungen.
Der Fischadler ist bei seinen Wanderungen nicht auf Thermik angewiesen und überquert als Breitfrontzieher Meere und Wüsten auch an deren breitesten Stellen. Es gibt daher an den Landbrücken oder Engstellen wie dem Bosporus oder Gibraltar keine auffallenden Zugkonzentrationen, wie sie für Thermikzieher typisch sind.
In Mitteleuropa wandern Fischadler ab August aus den Brutgebieten ab, die letzten Durchzügler werden hier um Mitte November beobachtet. Ende März bis Mitte April treffen die Adler wieder an den Brutplätzen ein.

## Parasiten
Bei nordamerikanischen Fischadlern konnten 28 Helminthen nachgewiesen werden, darunter 17 Saugwurm-, 3 Bandwurm- und 7 Fadenwurmarten sowie eine Kratzwurmart (Andracantha mergi). Artspezifisch, also nur beim Fischadler vorkommend, sind davon sind die Saugwürmer Neogogatea pandionis, Pandiontrema ryjikovi und Scaphanocephalus expansus, die Bandwürmer Paradilepis rugovaginosus und Paradilepis simoni sowie die Fadenwürmer Contracaecum pandioni und Sexanoscara skrjabini. Vier Arten davon (Pandiontrema ryjikovi, Scaphanocephalus expansus, Contracaecum pandioni und Sexanoscara skrjabini) kommen auch in Eurasien vor. Sie rufen aber meist keine strukturellen Schäden und damit vermutlich auch keine Krankheitserscheinungen hervor.

## Etymologie und Forschungsgeschichte
Die Erstbeschreibung des Fischadlers erfolgte 1758 durch Carl von Linné unter dem wissenschaftlichen Namen Falco Haliaetus. Als Verbreitungsgebiet gab er Europa an. 1809 führte Marie Jules César le Lorgne de Savigny die neue Gattung Pandion ein. Dieser Begriff bezieht sich auf Pandion. Der Artname haliaetus ist ein Wortgebilde aus ἁλι-,  ἁλς, ἁλος hali-, hals, halos, deutsch ‚See-, Meer-, Meer‘ und αετος aetos, deutsch ‚Adler‘. Carolinensis bezieht sich auf die Carolinas (North Carolina und South Carolina). Ridgwayi ist Robert Ridgway gewidmet. Die Unterart wurde zunächst fälschlicherweise als Pandion Ridgweir beschrieben und später durch Maynard korrigiert. Somit greifen die Regeln nach Art. 32.5.1.1 der Internationalen Regeln für die Zoologische Nomenklatur. Cristatus hat seinen Ursprung in lateinisch cristatus,crista ‚mit Haube, Haube, Federbusch, Büschel‘. Alfred Laubmann hatte für sein Werk Die Vögel von Paraguay keinen Balg zur Verfügung. Den einzig sicheren Nachweis für das Land sah er in einem von Richard Otto Rohde (1855–1912) gesammelten Exemplar aus Lambaré durch Hans Hermann Carl Ludwig von Berlepsch. Laubmann gab die Unterart P. h. carolinensis für Paraguay an. Ihm war bekannt, dass diese Unterart im Winter tief in den Süden Südamerikas zieht.

## Bestand und Gefährdung

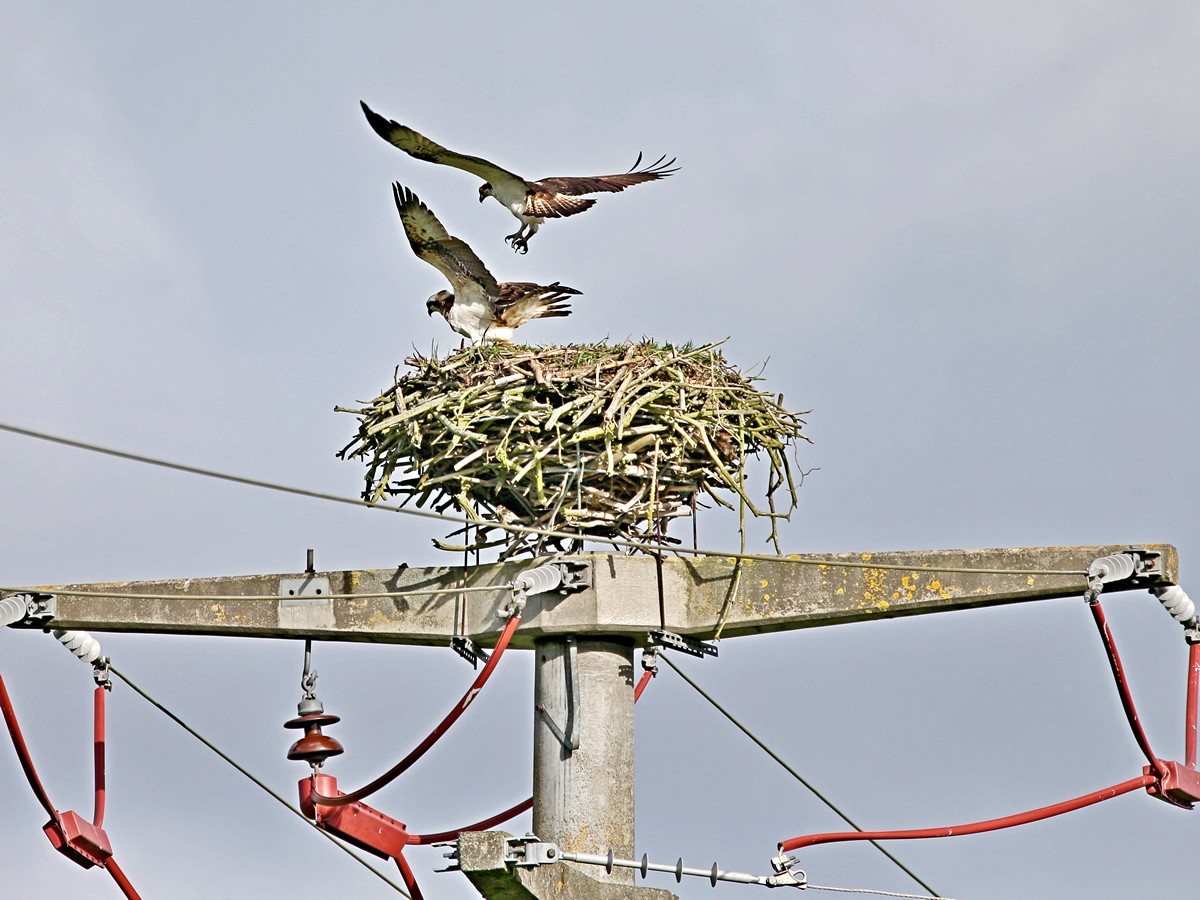
Fischadler in Mecklenburg

Bis Mitte der 1950er Jahre wurde der Fischadler in weiten Teilen Europas und Nordamerikas durch menschliche Verfolgung ausgerottet. Weitere Bestandseinbrüche erlitt die Art in den 1950er bis 1970er Jahren durch Polychlorierte Biphenyle und das Insektizid Dichlordiphenyltrichlorethan (DDT), das sich über aquatische Nahrungsketten besonders stark anreichert und die Fortpflanzung des Fischadlers gehemmt oder verhindert hat. Seit dem Verbot von DDT ab Anfang der 1970er Jahre in Europa und Nordamerika haben sich die Bestände hier deutlich erholt und nehmen in vielen Regionen noch immer zu. Die Art dehnt auch ihr Verbreitungsgebiet wieder aus und hat unter anderem Schottland (ab 1954), Zentral-Frankreich (ab 1985), Thüringen und Rheinland-Pfalz (jeweils ab 2003) sowie Niedersachsen (ab 2004) wiederbesiedelt. In Bayern gelang nach dem Erlöschen der letzten Brutvorkommen in den 1950er Jahren der erste neue Brutnachweis 1992 auf dem Truppenübungsplatz Grafenwöhr. 2005 brüteten hier zwei Brutpaare, 2007 wurden vier Revierpaare in der Oberpfalz nachgewiesen.
Der deutsche Bestand stieg von etwa 70 Paaren um 1975 auf 470 Paare in den Jahren 2003 und 2004, ist aber nach wie vor weitgehend auf den Nordosten Deutschlands beschränkt. In der Roten Liste der Brutvögel Deutschlands von 2015 wird die Art in der Kategorie 3 als gefährdet geführt.
Der europäische Bestand wurde für die Zeit um das Jahr 2000 auf 7800 bis 10.300 Brutpaare geschätzt. Die größten europäischen Bestände hatten zu dieser Zeit Schweden mit allein 3300–3600 Paaren, Russland mit 2000 bis 4000 Paaren und Finnland mit etwa 1200 Paaren. In Deutschland leben 550 Brutpaare, davon 170 in Mecklenburg-Vorpommern. Weltweit gilt die Art heute als ungefährdet.